# 孫泳恩
孫泳恩（英語：Elaine Sun Wing Yan，1955年6月2日—），1973年香港小姐冠軍，前無綫電視藝員。
1973年，孫泳恩由其好友周梁淑怡提名參加香港小姐競選，在1973年6月24日舉行的決賽中取得冠軍，當時年齡為18歲。當選後曾在無綫電視參與演出，參演喜劇節目《點只咁簡單》及演過電視劇。其後曾退出幕前，前往美國麻省攻讀工商管理，之後又回港結婚，亦曾開設公關公司。
孫泳恩有過3段婚姻，1975年與當時的無綫電視編導陳家蓀結婚，1987年再與地產界人士周家雄結婚，1988年誕下兒子周耀洋，5年後再以離婚收場。1990年代與在香港練馬的法國籍練馬師賓康結婚，並誕下女兒賓盈盈，1999年賓康因旗下馬匹被發現有違禁藥物，被香港賽馬會吊銷練馬師牌照。現居於美國加州洛杉磯。她亦曾撰寫健康相關書籍。
孫泳恩曾在1985年至1987年，擔任由歷屆港姐創立的慈善團體慧妍雅集會長。

## 電視節目
- 《家家有本難唸的經(第7集)望女成龍》 飾 仁妻 (1976年)
- 《點只咁簡單》
- 《流星蝴蝶劍》 飾 林秀 (1978年)
- 《樂韻夜風情》 (1991年)
- 《孫泳恩眼中的名男》 (1988年)

## 電視劇（亞洲電視）
- 1982年 再見狂牛 飾 雲映月

## 電影
- 《大鄉里八面威風》 飾 美艷少女 (1974年)
- 《鬼馬雙星》 飾 節目主持 (1974年)
- 《大家樂》 (1975年)
- 《點只捉賊咁簡單》 (1977年)
- 《狙擊十三（日语：ゴルゴ13 九竜の首）》 (1978年)
- 《喝采》（1980年）—— 担任制片人

## 歌曲
- 《點只捉賊咁簡單》 (1978年)

## 書籍
- 《衰老拜拜》

## 獎項
- 1973年度香港小姐冠軍

## 資料來源
1. ↑  . 香港工商日報. 1981-03-04: 9  [2020-02-22].
2. ↑  . 香港電台. 1999-01-28  [2022-05-06]. （原始内容存档于2016-01-02）.
3. ↑  . 港識多史. 2017-10-26  [2022-05-01]. （原始内容存档于2020-10-25）.
4. ↑  . 2017-09-07  [2022-04-29]. （原始内容存档于2017-09-10）.
5. ↑  . 香港經濟日報. 2015-08-30  [2022-04-24]. （原始内容存档于2019-07-19） （中文）.

- 最難忘港姐[永久] 明報，2005年4月21日
- 加勒比海禽流感驚魂 孫泳恩海邊開餐群雀爭食（页面存档备份，存于） 太陽報，2006年2月3日
- 賓康染食肉菌 孫泳恩唔知老公險送命（页面存档备份，存于） 太陽報，2006年7月20日
- 孫泳恩出書教防衰老秘方 關節變形腳鑲鐵片螺絲 成報，2005年8月15日
- 第一屆港姐孫泳恩當選30年感言不堅強勿參選

## 外部連結
- 孫泳恩在香港影庫上的簡介
- 孫泳恩在互联网电影资料库（IMDb）上的資料（英文）

| 前任： 何茜茜 | 香港小姐競選（無綫電視主辦）冠軍 1973年 | 繼任： 余莎莉（東方之珠選美會主辦） 張文瑛（無綫電視主辦） |